# Johannes Fried

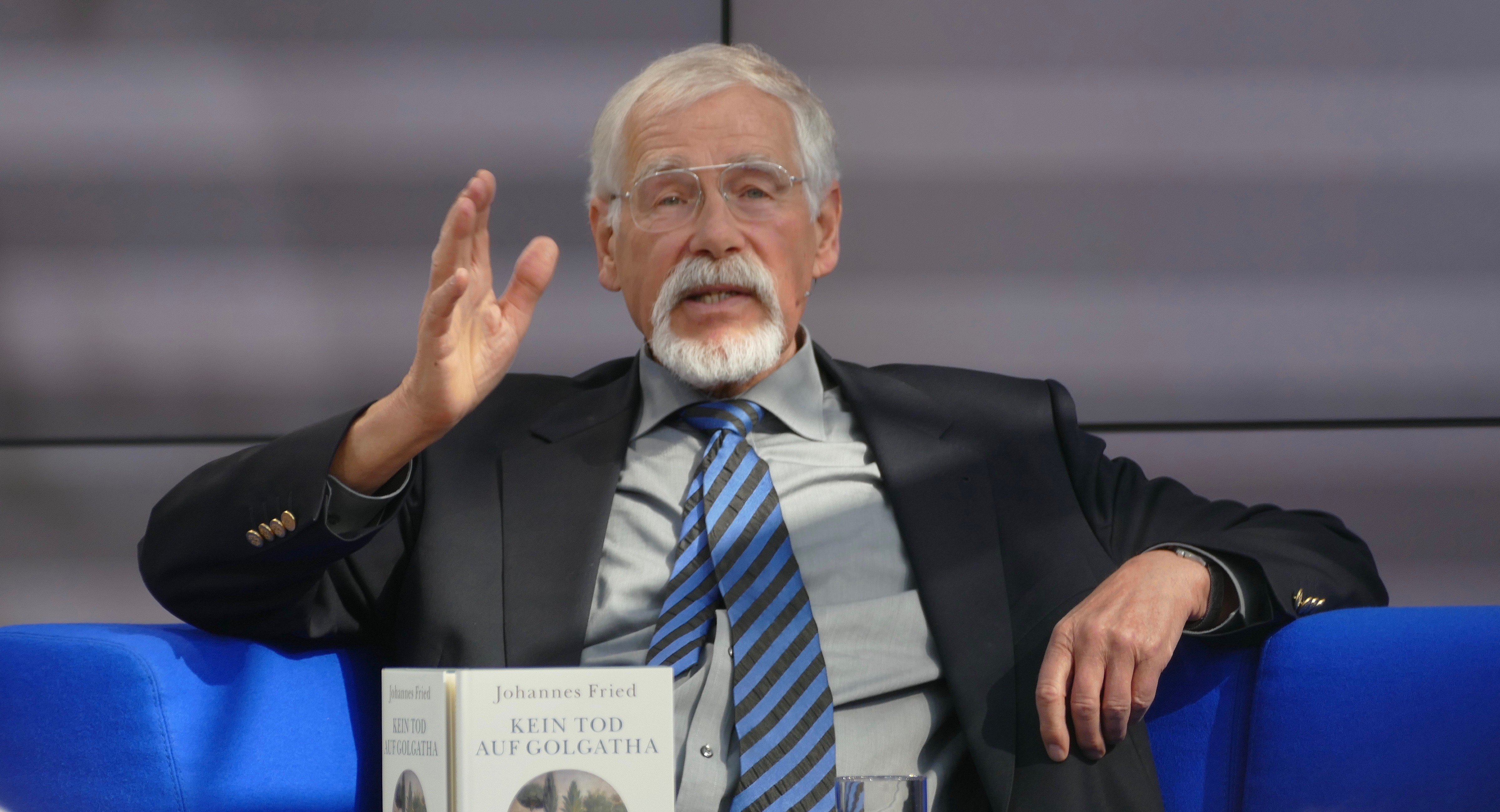
Johannes Fried auf der Leipziger Buchmesse 2019

Johannes Fried (* 23. Mai 1942 in Hamburg) ist ein deutscher Historiker, der die Geschichte des frühen und hohen Mittelalters erforscht.
Fried bekleidete Lehrstühle für Mittelalterliche Geschichte an den Universitäten Köln (1980–1982) und Frankfurt am Main (1983–2009). Er zählt zu den international renommiertesten Mediävisten im ausgehenden 20. und beginnenden 21. Jahrhundert. In seinen Forschungen hat Fried die Erkenntnisse der Hirnforschung für die Geschichtswissenschaft herangezogen und sie für eine Neuinterpretation des Gangs nach Canossa und seine Biographie Karls des Großen genutzt. Mit dieser historischen Memorik und seinen Forschungen unter anderem zur oberitalienischen Rechts- und Gelehrtentradition erwarb er sich in den letzten Jahrzehnten größere Verdienste um die methodische Durchdringung und Neuausrichtung der Mittelalterforschung.
Mit seinen Darstellungen – Zu Gast im Mittelalter (2007), Das Mittelalter. Geschichte und Kultur (2008), Die Welt des Mittelalters. Erinnerungsorte eines Jahrtausends (2011) und Karl der Große. Gewalt und Glaube. Eine Biographie (2013) – gelang es Fried, ein breiteres Publikum für mediävistische Sachverhalte zu gewinnen. In dem Buch Kein Tod auf Golgatha (2019) vertritt Fried gegen die Historische Jesusforschung eine Variante der Scheintodhypothesen zu Jesus von Nazaret.

## Leben
Johannes Fried wurde als Sohn eines Pfarrers 1942 in Hamburg geboren. Kurze Zeit später wurde die Stadt erheblich durch Bombenangriffe zerstört. Seine Mutter kam aus Leipzig, der Vater aus München. In Heidelberg besuchte Fried die Schule. Seine Begeisterung für vergangene Epochen begann in seiner Schulzeit. Im Alter von 15 Jahren veranstaltete Fried in seinem Zimmer „Ausstellungen“ mit Fundstücken, die er selbst ausgegraben hatte. Von 1964 bis 1970 studierte er Geschichte, Germanistik und Politikwissenschaften an der Universität Heidelberg. 1968 war Fried Stipendiat der Studienstiftung des deutschen Volkes. Im selben Jahr legte er auch das erste Staatsexamen für das Lehramt an Gymnasien ab. Sein wichtigster akademischer Lehrer war Peter Classen. In Heidelberg wurde Fried 1970 mit einer Arbeit über die soziale Stellung und politische Bedeutung gelehrter Juristen in Bologna und Modena promoviert. Von 1970 bis 1979 war Fried wissenschaftlicher Assistent an der Universität Heidelberg. Er habilitierte sich 1977 ebenfalls in Heidelberg mit der Arbeit Der päpstliche Schutz für Laienfürsten. Die politische Geschichte des päpstlichen Schutzprivilegs für Laien (11.–13. Jahrhundert).
Im Sommersemester 1980 hatte er einen Lehrauftrag an der Technischen Hochschule Darmstadt inne. Von 1980 bis 1982 war Fried Professor (C 3) an der Universität zu Köln. Von 1983 bis 2009 lehrte er als Professor (C 4) mittelalterliche Geschichte an der Johann Wolfgang Goethe-Universität Frankfurt am Main. Zu Frieds bedeutendsten akademischen Schülern gehören unter anderem Johannes Heil, Michael Rothmann, Barbara Schlieben und Felicitas Schmieder.
Fried ist mit einer pensionierten Familienrichterin verheiratet, hat zwei Söhne und drei Enkelkinder.

## Forschungsschwerpunkte

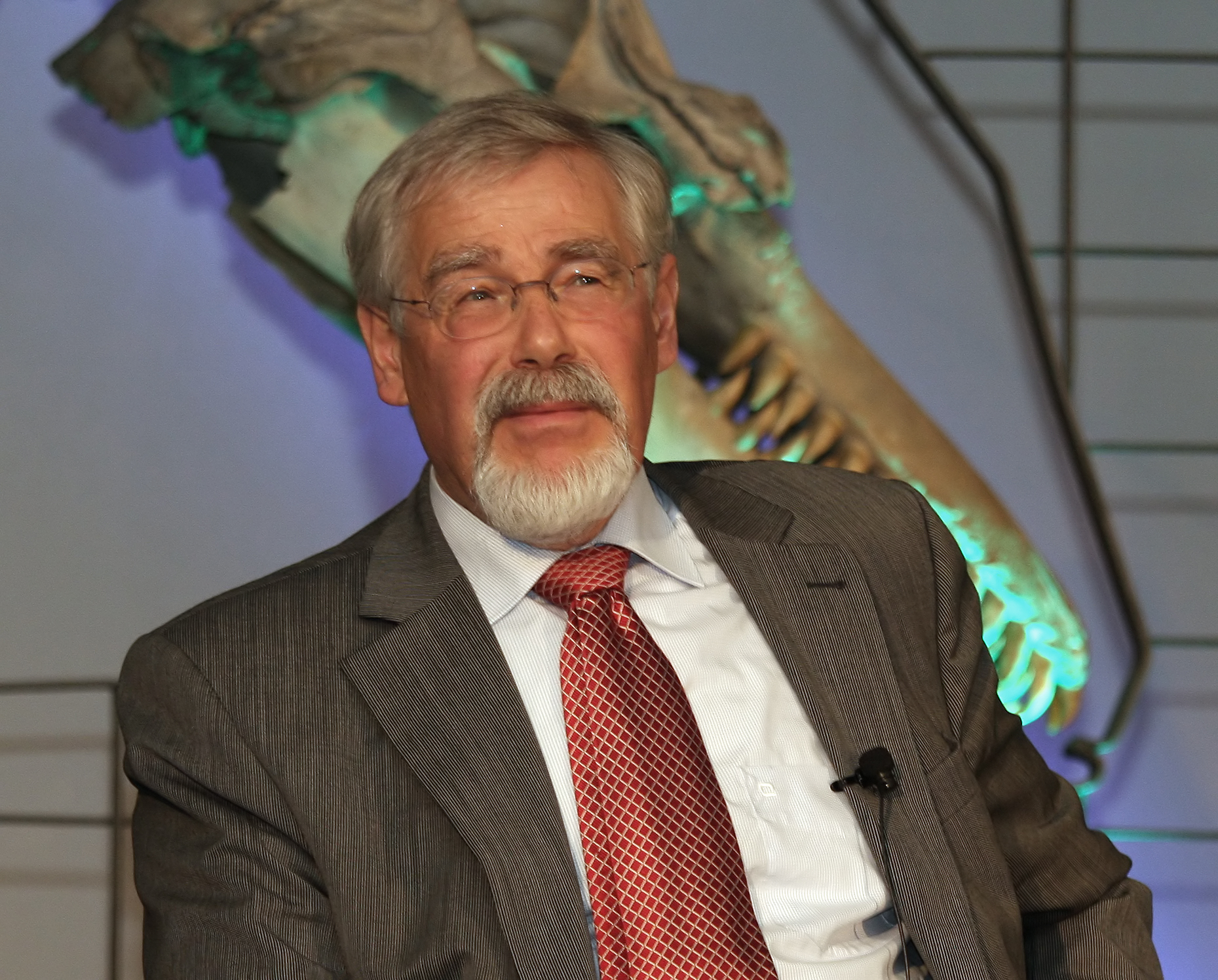
Johannes Fried (2009)

Frieds Forschungsschwerpunkte sind die politische Geschichte sowie die Geistes- und Ideengeschichte des frühen und hohen Mittelalters unter besonderer Berücksichtigung der Zeit der Karolinger, Ottonen und frühen Stauferzeit. Weitere Schwerpunkte bilden die mittelalterliche Bildungs- und Wissenschaftsgeschichte, die Geschichte der Universitäten und Schulen im Mittelalter, die Geschichte des Papsttums und des kanonischen sowie römischen Rechts im Mittelalter, die Kultur- und Sozialgeschichte, die Methodologie und Theorie der Geschichtswissenschaft, die Geschichte der Geschichtswissenschaft, die Rezeption des Mittelalters in der Moderne sowie die Geschichtswissenschaft im George-Kreis. Von 1999 bis 2009 war er in Frankfurt Sprecher des Forschungskollegs/SFB 435 „Wissenskultur und gesellschaftlicher Wandel“. Dabei ging aus der im Oktober 2001 durchgeführten Tagung „Wissen an Höfen und Universitäten: Rezeption, Transformation, Innovation“ im Teilprojekt B2 „Wissenskultur und gesellschaftlicher Wandel: Der Königshof als Beispiel“ im Rahmen des SFB 435 ein Sammelband hervor. Im Zentrum des Bandes steht „die besondere Aufmerksamkeit, die am friderizianischen Hof dem Wissen von der Natur zuteil wurde“. Einen Schwerpunkt der Beiträge des Sammelbandes bilden die Rezeption und Bearbeitung des Moamin, einer 1240/1241 von Theodor von Antiochien am Hof Friedrichs II. aus dem Arabischen übertragenen Falkenheilkunde. In dem Sammelband wird auch die Kontroverse fortgesetzt, ob Friedrich II. neben seinem Falkenbuch (De arte venandi cum avibus) noch ein „Zweites Falkenbuch“ verfasst habe, oder ob es sich beim Liber de avibus et canibus nicht vielmehr um eine Prachthandschrift von De arte venandi cum avibus handelt. Fried hatte seine These 1996 das erste Mal vertreten.
Aktuelle Forschungsschwerpunkte sind Karl der Große, die Schule im Mittelalter und das DFG-Projekt über eine kommentierte Edition des Briefwechsels von Ernst Kantorowicz. Thematisch hat Fried im frühen und hohen Mittelalter sich ganz unterschiedlichen Themen gewidmet: die Entstehung des Juristenstandes, das päpstliche Schutzprivileg, der Beginn des polnischen Königtums, Friedrich II. und sein Falkenbuch, die Ursprünge der Deutschen und Deutschlands bis in das 11. Jahrhundert.
Fried konzipierte und leitete mehrere Tagungen für den Konstanzer Arbeitskreis für mittelalterliche Geschichte, dessen Vorsitzender er von 1988 bis 1991 war. Eine von Peter Classen geplante und vorbereitete Tagung des Konstanzer Arbeitskreises auf der Insel Reichenau zum Thema „Schulen und Studium im sozialen Wandel des hohen und späten Mittelalters“ führte Fried nach dem Tod seines akademischen Lehrers im April 1981 und im April 1982 durch. Im Oktober 1991 und im März 1992 folgten Tagungen des Konstanzer Arbeitskreises über „Träger und Instrumentarien des Friedens im hohen und späten Mittelalter“. Im Mittelpunkt der mediävistischen Diskussion stand über Jahrzehnte die von Bischöfen und Äbten, Königen und Fürsten geförderte Gottes- und Landfriedensbewegung. Die Beiträge, die 1996 in einem Sammelband von Fried herausgegeben worden sind, versuchten hingegen mit den Begriffen Träger und Instrumentarien des Friedens neue Wege der Interpretation. Im April 1995 veranstaltete er gemeinsam mit Otto Gerhard Oexle die Tagung des Konstanzer Arbeitskreises über Heinrich den Löwen. In der vierzigjährigen Geschichte des Arbeitskreises war dies die erste Tagung zu einer Person ohne Königswürde. Franz-Reiner Erkens sah im „Aufbrechen traditioneller Interpretationsmuster“ und in einer schärferen Erfassung von Heinrichs Persönlichkeit und Wirken den Hauptertrag der Tagung. Im Datierungsstreit um das Evangeliar Heinrichs des Löwen vertraten Oexle und Fried allerdings unterschiedliche Standpunkte. Oexle plädierte für eine „Spätdatierung“ um 1188, während Fried sich mit „um 1175“ für eine „Frühdatierung“ aussprach. Für Oexle diente das Krönungsbild nicht nur der Memoria, sondern auch als Zeugnis „einer Selbstbehauptung und einer Steigerung der Betonung der eigenen Würde“. Fried sah das Bild als Verkündigung der herrscherlichen Ansprüche der Welfen und geradezu als Zeugnis seiner „Königsgedanken“.
Als damaliger Vorsitzender nahm Fried 1991 anlässlich des vierzigjährigen Jubiläums des Konstanzer Arbeitskreises eine kritische Würdigung vor. Dabei wurden durch die von Fried erstmals ausgewerteten Quellen zahlreiche belastende und bislang unbekannte biographische Details über den Gründer des Arbeitskreises Theodor Mayer bekannt. 2001 hielt Fried zum 50-jährigen Jubiläum des Konstanzer Arbeitskreises für mittelalterliche Geschichte einen Festvortrag über „Die Aktualität des Mittelalters“.
Im Jahr 2007 sind acht Beiträge von Fried in der Darstellung Zu Gast im Mittelalter erschienen. Mit dem Buch sollen Ergebnisse der mediävistischen Forschung einem breiteren Publikum vermittelt werden. Die Beiträge reichen von der Zeit Karls des Großen bis zum Spätmittelalter. Thematisch sind die Aufsätze breit gefächert und behandeln Gastmähler in der Karolingerzeit, die Königserhebung Heinrichs I., Endzeiterwartungen, Mongolen, die Freiheit und den Templerprozess. Fried veröffentlichte 2008 das Werk Das Mittelalter. Geschichte und Kultur. Mit der Darstellung beabsichtigte Fried einem Publikum, „das an der Vergangenheit interessiert, aber von keinem einschlägigen Spezialistentum geblendet ist“, die „kulturelle Evolution“ im Jahrtausend von 500 bis 1500 greifbar zu machen. Das Buch gliedert sich in zwölf Kapitel und hat seinen Schwerpunkt im 12. bis 15. Jahrhundert. Räumlich wird von Fried das gesamte christlich-lateinische Europa behandelt. Nach Frieds Fazit war das Mittelalter „eine der unruhigsten, innovativsten Perioden der europäischen Geschichte“. Innerhalb kürzester Zeit erfuhr die Darstellung vier Auflagen.

### Beginn des polnischen Königtums

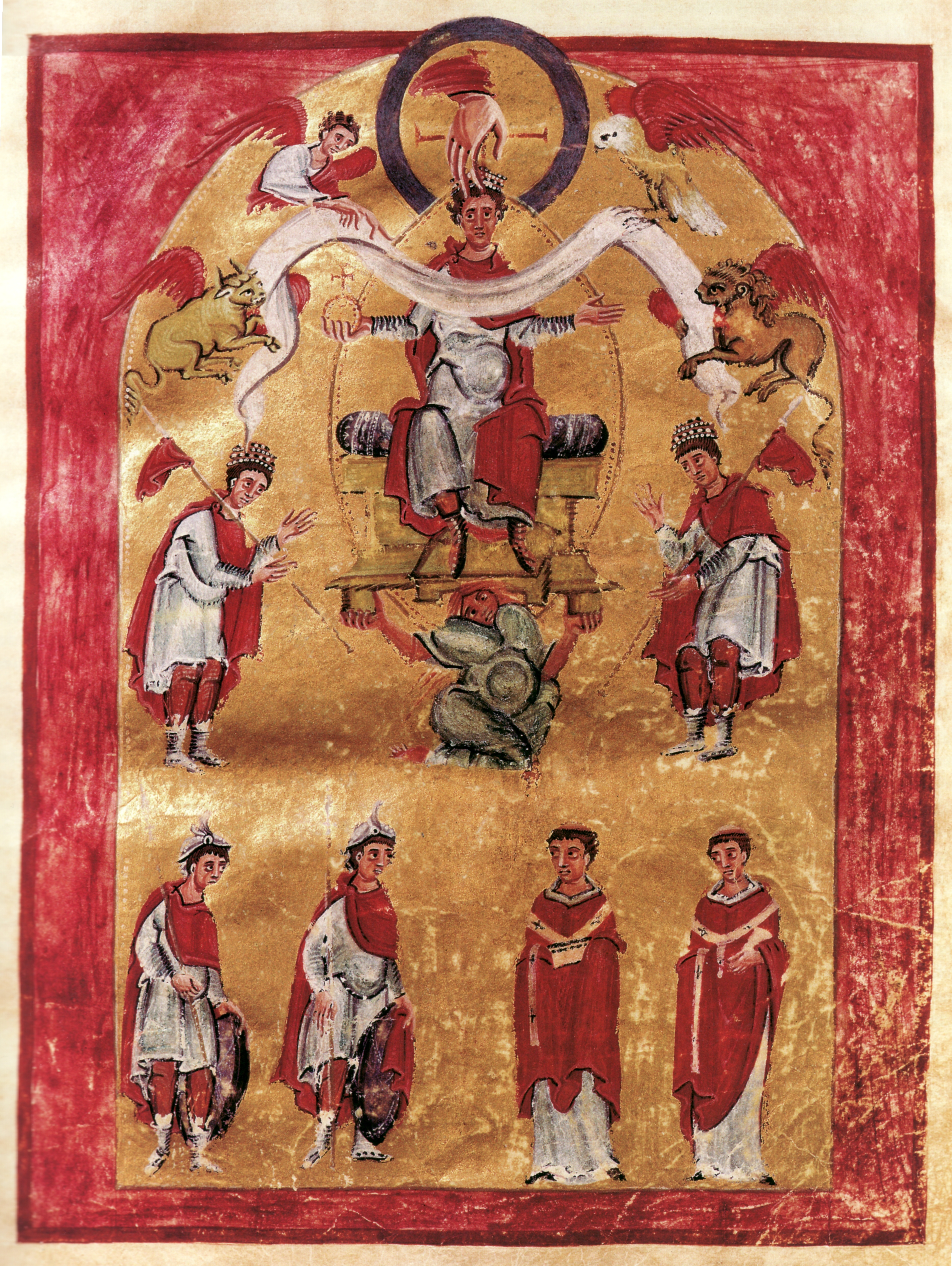
Das Herrscherbild des Aachener Liuthar-Evangeliars. Aachener Domschatzkammer, fol. 16r.

Fried hat 1989 in einer Untersuchung das Bild Ottos III. im Aachener Liuthar-Evangeliar einer Analyse unterzogen. Die Entstehungszeit des Bildes grenzte er auf zwischen Frühjahr 1000 und Anfang 1002 ein. Die kronentragenden Personen neben Otto III. deutete Fried nicht als Herzöge, sondern als die Könige Bolesław Chrobry und Stephan von Ungarn. Der Vorgang einer polnischen Königskrönung Bolesławs im Jahre 1000 wird mit Ausnahme der in der Forschung wenig beachteten Chronik des Gallus Anonymus aus dem 12. Jahrhundert von keiner schriftlichen Quelle überliefert. Im zweiten Teil seiner Arbeit widmete sich Fried daher dem Akt von Gnesen. Fried kam zu der Schlussfolgerung, dass eine auf den weltlichen Akt beschränkte Königserhebung stattgefunden habe. Kirchliche Krönung und Salbung blieben aber aus. Diese Ansicht wurde in der Forschung aber besonders von Gerd Althoff kritisiert. In seiner 1996 veröffentlichten Biographie Ottos III. vertrat Althoff die Auffassung, dass Bolesław in Gnesen mit dem Aufsetzen der Krone auf besonders ehrenvolle Weise als amicus im Rahmen eines Freundschaftsbündnisses von Otto III. ausgezeichnet worden sei. Die überlieferten Akte – Übergabe von Geschenken und Demonstration der Einheit durch ein mehrtägiges Gelage – seien bei frühmittelalterlichen amicitiae üblich gewesen. Frieds Studie wurde 2000 ins Polnische übersetzt. Nach Fried entstand die älteste Adalbertsvita anders als bislang vermutet nicht in Rom und wurde auch nicht von Johannes Canaparius verfasst, sondern in Lüttich im Umfeld des Bischofs Notger, vielleicht sogar in Aachen selbst. Fried begründete seine neue These mit Textvarianten eines lange Zeit unbeachtet gebliebenen, im Aachener Domarchiv verwahrten Manuskripts der Vita Adalberti.

### Kontroverse über frühmittelalterliche Staatlichkeit
In einem 1982 veröffentlichten Aufsatz über die Staatsvorstellungen der Karolingerzeit hat Fried der älteren Sichtweise widersprochen, der zufolge es im 9. Jahrhundert bereits einen differenzierten Staatsbegriff gegeben habe. Fried deutet den Begriff regnum (Reich) personenbezogen und nicht etwa als jenes „Gesamt der politischen Ordnung“. In den Quellen, wo es nach heutigen Erwartungen um den Staat gehen müsste, fand Fried ein weitergefasstes Kirchendenken oder die Vorstellung eines „Häusermeeres“, also eine Vielzahl von Königshaus und Adelshäusern. „In diesem ‚Häusermeer‘ bestand nach Auffassung des 9. Jahrhunderts offenbar die institutionelle Wirklichkeit des Volkes, nicht im ‚Reich‘, zu dem strenggenommen die Adelshäuser gar nicht gehörten“. Das Fehlen eines eigenen Staatsbegriffs war für Fried die tiefergehende Ursache für den Niedergang des Karolingerreiches im ausgehenden 9. Jahrhundert. Die Zeitgenossen hatten kein Konzept gehabt, um den Staat als „das Gesamt der politischen Ordnung“ gedanklich durchdringen zu können. Entsprechend konnten sie die strukturellen Ursachen der politischen Krise gar nicht wahrnehmen und darauf reagieren. Dagegen hat Hans-Werner Goetz in einer begriffsgeschichtlichen Untersuchung über die Historiographie des 9. Jahrhunderts in „sämtlichen Quellenarten [...] ein festes Staatskonzept“ ausgemacht. Nach Goetz war regnum bereits in der Karolingerzeit ein Begriff für den Gesamtzusammenhang der politischen Ordnung. Der Widerspruch entfachte eine Kontroverse über die frühmittelalterliche Staatlichkeit und über die Frage, ob regnum transpersonal oder auf die Herrschaft des Königs bezogen ist. Fried hat an seiner Sichtweise in der Folgezeit festgehalten.

### Endzeiterwartungen
Fried veröffentlichte 1989 eine grundlegende Studie zur Endzeiterwartung um die Jahrtausendwende. Er legte 2001 eine Darstellung über apokalyptisches Denken und die Entstehung der modernen Naturwissenschaft im Mittelalter vor. Er verstand Apokalyptik „als prophetische Offenbarung über die letzten Zeiten und den Anbruch des neuen Äon“. Fried sah einen Zusammenhang zwischen den Endzeitspekulationen und dem wissenschaftlichen Fortschritt in Europa. Im christlichen Abendland wurde wiederholt versucht, konkrete Zeitpunkte zu bestimmen oder aus den Angaben der Bibel und einzelnen Naturerscheinungen abzuleiten, wie viel Zeit der Menschheit noch verbleibe. Die Wissenschaft sog „ihre unwiderstehliche Durchsetzungsfähigkeit und Dynamik aus den innersten Wurzeln des Glaubens“. Er veröffentlichte 2016 eine Ideengeschichte der Vorstellungen vom Weltuntergang von der vorchristlichen Antike bis zur Gegenwart.

### „Der Weg in die Geschichte“ und Kontroverse mit Gerd Althoff
In den letzten beiden Jahrzehnten des 20. Jahrhunderts erschien eine Vielzahl an Darstellungen zur deutschen Nationalitätsgeschichte. Fried selbst hat 1994 die Darstellung Der Weg in die Geschichte. Die Ursprünge Deutschlands bis 1024 im ersten Band der „Propyläen-Geschichte Deutschlands“ veröffentlicht. Fried hatte einige Jahre zuvor in einer Rezension zu den damals neu veröffentlichten Überblicksdarstellungen zur Geschichte Deutschlands im Mittelalter die Frage aufgeworfen, ob sich der nationale Rahmen für eine moderne strukturgeschichtliche Gesamtdarstellung noch eignen würde. Angesichts seines Misstrauens gegenüber der ottonischen Geschichtsschreibung versuchte er, den Urkunden größere Bedeutung beigemessen und ihnen Aussagen abzugewinnen, die ihren Fakteninhalt übersteigen.
Frieds Werk löste eine Kontroverse mit Gerd Althoff über die Phantasie im Arbeitsprozess des Historikers und über den Charakter von Quellen aus. Dabei stellte Althoff die Wissenschaftlichkeit des Buches selbst in Frage. Frieds Stil empfand Althoff als „ausgesprochen suggestiv“. Er kritisierte Frieds „Freizügigkeit im Umgang mit Quellenaussagen“, seinen „Hang zu überpointierter Wertung“ und zu „phantasievoller Ausschmückung“. Bei einem Buch ohne Anmerkungen erwarte Althoff „eine deutliche Markierung, wo die Sicherheiten aufhören und die Thesen oder gar Vermutungen anfangen.“ Gegen diese „Grundregeln“ habe Fried aber „fast permanent“ und bewusst verstoßen. Als einen weiteren gewichtigen Einwand sah Althoff Frieds „Vorliebe, von Fakten auf Motive zu schließen“. Althoff kritisierte Frieds Neigung, „anstelle problematischer oder bisher nicht verständlicher Quellenaussagen Erklärungen zu setzen, die durch keinerlei Quellen gestützt werden.“ Fried habe „eine Grundbedingung von Wissenschaftlichkeit, die Nachprüfbarkeit der Ergebnisse“ verletzt. Für Examenskandidaten sei Frieds Buch nicht zu empfehlen. In seiner Erwiderung meinte Fried, dass Althoff in seiner Rezension „Zitate aus dem Zusammenhang“ gerissen habe. Althoff habe ihm fremde Aussagen angedichtet, die er nicht gemacht habe. Althoff bringe selbst nur Hypothesen und keine gesicherten Ergebnisse. Althoff lasse nur eigene Deutungen gelten („Althoffiana“) und akzeptiere keine anderen Meinungen. An Frieds Buch war von anderen Historikern kaum Kritik zu vernehmen.
Peter Moraw, Franz-Reiner Erkens und Arnold Esch würdigten Frieds Darstellung. Hanna Vollrath lobte das Buch als „Geschichtsschreibung im besten Sinne“. Nach Ingrid Baumgärtner habe Fried ein „wichtiges und anregendes Buch“ geschrieben. Michael Borgolte beurteilte Frieds Buch als „Schlüsselzeugnis der Mediävistik am Ausgang des 20. Jahrhunderts“ und als „Werk moderner und postmoderner Geschichtsschreibung zugleich“. Im Jahr 1995 erhielt er für Der Weg in die Geschichte den Preis des Historischen Kollegs München. In seinem Vortrag als Preisträger machte Fried deutlich, dass er Geschichte mit „konstruktiver Phantasie“ erzähle.

### Historische Memorik
Die 1980 gehaltene Kölner Antrittsvorlesung von Hanna Vollrath über mündliche Überlieferung im Mittelalter (Das Mittelalter in der Typik oraler Gesellschaften) war für Fried Antrieb, sich in den nächsten zehn Jahren in Psychologie und Neurowissenschaft einzuarbeiten. Fried beschäftigte sich mit der Frage nach der Zuverlässigkeit von Fakten, die Geschichtsschreiber erst in späteren Epochen berichten. Im Jahr 1993 hielt Fried in Berlin einen Vortrag über das „Verhältnis von Erinnerung, Mündlichkeit und Traditionsbildung im 10. Jahrhundert“. Am Beispiel der Königserhebung Heinrichs I. aus dem Jahr 919 wollte Fried die Rahmenbedingungen von Geschichtsschreibung in einer weitgehend auf Mündlichkeit geprägten Gesellschaft aufzeigen. Die ottonischen Geschichtswerke über Heinrichs Königserhebung wurden alle erst in den 960er Jahren verfasst. Fried postulierte über geschichtliche Ereignisse einen starken Verformungsprozess. Die geschichtliche Erinnerung „wandelte sich unablässig und unmerklich, selbst zu Lebzeiten der Beteiligten“. Daraus folgt für Fried, dass die Sicht der Vergangenheit, die sich dabei einstellte, „mit der tatsächlichen Geschichte nie identisch“ war. An der Schilderung Heinrichs Königserhebung durch Widukind von Corvey, dem bedeutendsten Geschichtsschreiber der Ottonenzeit, schlussfolgerte Fried, dass man „ein fehlergesättigtes Konstrukt“ vor sich habe. Für Fried wurde die Königserhebung Heinrichs „zu einem Paradefall geschichtlicher Traditionsbildung in der oralen Gesellschaft des früheren Mittelalters“, in der es keine „faktensichere Erinnerungskontrolle“ gegeben habe. Mit Frieds Aussagen hat sich besonders Gerd Althoff auseinandergesetzt. Im Gegensatz zu Fried sprach er der ottonischen Geschichtsschreibung einen hohen Quellenwert zu. Für Althoff gilt Widukind als vertrauenswürdiger „Kronzeuge“ für viele wichtige Ereignisse im 10. Jahrhundert. Mit seiner Sachsengeschichte machte Widukind die Kaisertochter Mathilde politikfähig. Ohne diese Kenntnisse hätte Mathilde die Herrschaft nördlich der Alpen nicht repräsentieren können.
Fried hat sich für die Einbeziehung der Neurowissenschaften in die Geschichtswissenschaft eingesetzt. Als Vorsitzender des Historikerverbandes sorgte Fried dafür, dass der Hirnforscher Wolf Singer 2000 den Eröffnungsvortrag des Deutschen Historikertags in Aachen hielt. In seinem eigenen Schlussvortrag behandelte Fried das zentrale Phänomen des Erinnerns. Zum 50-jährigen Jubiläum des Konstanzer Arbeitskreises für mittelalterliche Geschichte hielt Fried am 5. Oktober 2001 den Festvortrag Die Aktualität des Mittelalters. Gegen die Überheblichkeit unserer Wissensgesellschaft. Fried ging der Frage nach, welchen Sinn es macht, sich im 21. Jahrhundert angesichts knapper werdender finanzieller Mittel mit mittelalterlicher Geschichte zu beschäftigen. Er plädierte in seinem Vortrag für die stärkere Einbindung der Erkenntnisse der Hirnforschung. Die Perspektiven der Geschichtswissenschaft sah Fried als „Kognitions- und Lebenswissenschaft“. Damit könne auch die seit dem 19. Jahrhundert bestehende Trennung zwischen Geistes- und Naturwissenschaften überwunden werden.
Fried sprach 1994 von der „doppelten Theoriebindung“ des Historikers. Der Blick auf die mittelalterlichen Deutungshorizonte wird stets durch unsere eigenen Denkweisen geleitet. In der Überlieferung greifbare Ereignisse werden vorschnell verallgemeinert und von ihnen Gesetzmäßigkeiten abgeleitet. Diese Erkenntnis hat Fried in den Folgejahren zu einer gedächtniskritischen Methodik weiter entwickelt. In seinen neueren Arbeiten zur Interpretation historischer Quellen verarbeitete Fried die Ergebnisse der Psychologie, Hirnforschung und Anthropologie („historische Memorik“). Diese Forschungen legte Fried 2004 in seinem Werk Der Schleier der Erinnerung vor. Die historische Memorik macht die Leistungsfähigkeit des menschlichen Gedächtnisses zum Ausgangspunkt für Überlegungen zum historischen Wissen und zu historiografischen Quellen. In seinem Buch trat Fried für eine Neuausrichtung der Mediävistik als „neurokulturelle[r] Geschichtswissenschaft“ ein. In der Geschichtswissenschaft stießen Frieds Thesen zwar auf Kritik, wurden aber auch häufig aufgegriffen.
In seinem Buch Der Schleier der Erinnerung hat Fried auch die Glaubwürdigkeit des Lebens Benedikts von Nursia bezweifelt, weil nur eine Quelle sein Leben überliefere. Benedikt sei möglicherweise eine erfundene Gestalt, ein „Produkt einer erbaulichen Geschichte“. Frieds Annahme konnte sich nicht durchsetzen. Nach heutigem Forschungsstand ist an der Historizität Benedikts festzuhalten.
Fried unterzog das Geschehen von Canossa 2008 einer Neudeutung. Er sah die Ereignisse von Canossa als „Musterbeispiel für die Schwierigkeiten im Umgang mit Gedächtnisdaten“. Fried nahm auf Grundlage der von ihm entwickelten Methode der Memorik eine neue Gewichtung der Quellen vor. Dem frühen und bislang in der Forschung vernachlässigten Bericht des Arnulf von Mailand und dem sogenannten Königsberger Fragment käme größere Bedeutung bei als den bekannten Schilderungen Lamperts von Hersfeld, Bertholds von Reichenau und Brunos von Merseburg. Nach der Lösung des Königs vom Kirchenbann hätten der salische Herrscher Heinrich IV. und Papst Gregor VII. in Canossa einen Friedensvertrag geschlossen. Das Geschehen in Canossa erscheint in dieser Perspektive nicht als Demütigung, sondern vielmehr als großer Erfolg des salischen Königs, wenngleich die reformfeindlichen Bischöfe in Oberitalien und vor allem die zur Königswahl entschlossene Opposition in Deutschland die Einigung nach wenigen Monaten zunichtemachten. Fried hatte seine neuen Ansichten in einer Kurzfassung für ein breiteres Publikum in der Frankfurter Allgemeinen Zeitung veröffentlicht. Mit seiner Neudeutung stieß Fried in der Fachwelt auf nahezu einhellige Ablehnung. Angesichts der 2008 publizierten Thesen von einem „Pakt von Canossa“ fand an der Universität zu Köln im Winter 2010/11 eine Ringvorlesung statt. Einzig Stefan Weinfurter äußerte sich zu Frieds Thesen und hielt die Vorstellung einer grundsätzlichen Einigung zwischen Papst und Kaiser schon im Herbst 1076 für unvereinbar mit den wichtigsten historischen Quellen. Seine Argumente hat Fried 2012 in ausführlicher Form noch einmal in einem Buch dargelegt. Auch Frieds ausführliche Argumentation erhielt eine Vielzahl an ablehnenden Stimmen aus der Mittelalter-Forschung. Wilfried Hartmann hat Frieds Neudeutung als „völlig abwegig“ beurteilt. Der von Fried herangezogene Bericht Arnulfs von Mailand wurde von Hartmann als zu unpräzise angesehen. Außerdem sei Arnulf kein Augenzeuge der Vorgänge in Canossa. Ob Frieds Berechnungen der Reisegeschwindigkeiten zutreffen, bleibe unklar. Die Briefe Gregors VII. an die deutschen Fürsten von Ende Januar 1077 haben keinen Friedenspakt zwischen Papst und König erwähnt. Gerd Althoff widersprach 2014 Frieds Annahme eines politischen Friedensbündnisses in Canossa erneut. Auch Patrick Bahners äußerte sich im September 2015 in der Frankfurter Allgemeinen Zeitung kritisch zu Frieds Neudeutung von Canossa. Auf seine Kritiker Althoff und Bahners hat Fried im November 2015 mit einer Entgegnung reagiert. Auf Grundlage philologischer Quellenstudien äußerte sich in seiner 2019 veröffentlichten Studie Ernst-Dieter Hehl kritisch zu Frieds Neudeutung. Fried wollte mit seiner Neudeutung das von der älteren Forschung als Wende-Ereignis stilisierte Geschehen um die Vorgänge von Canossa relativieren. Dies haben aber schon Forschungen zu den Streitschriften oder zur zeitgenössischen Geschichtsschreibung vor Fried plausibel gemacht.

### Karl der Große
Fried beschäftigte sich jahrzehntelang mit Karl dem Großen. Im Alter von siebzig Jahren legte er 2013 eine umfassende Biographie zu dem Frankenherrscher mit dem Untertitel Gewalt und Glaube vor. Frieds Biographie erlebte innerhalb kürzester Zeit mehrere Auflagen und wurde zu einem der meistverkauften Mittelalterbücher in deutscher Sprache. Bei Fried steht die Suche nach „dem Kern der Persönlichkeit und den Antrieben des Handelns aus den Umständen ihrer Zeit“ im Vordergrund. Der Aufstieg des Karlsreiches gelang durch erfolgreiche Kriege und Eroberungen. Als Leitmotiv für Karls Handeln arbeitet Fried seinen Glauben heraus. „Karls Hauptsorge galt dem christlichen Glauben und der Kirche. Sie durchzog auch seine Taten“. Eine große Bedeutung im Denken und Handeln der Menschen hat für Fried die Endzeiterwartung um 800. Für Fried ist Karl der Große nicht ein idealer Staatsmann oder erster Europäer, sondern ein Glaubenskrieger. Die Karls-Biographie fand hohe Anerkennung in der Fachwelt. Nach Rudolf Schieffer handelt es sich bei Frieds Biographie um „eine repräsentative Darbietung der heutigen Möglichkeiten unseres Faches“.

### Scheintodhypothese
Mit seinem 2019 veröffentlichten Buch Kein Tod auf Golgatha verließ der Mittelalterhistoriker Fried sein Fachgebiet. Er vertritt im Anschluss an einen Mediziner eine Variante der Scheintodhypothesen zu Jesus von Nazaret. Dabei nimmt er den Vers Joh 19,34  gegen die historische Jesusforschung als historische Notiz und deutet den Lanzenstich in Jesu Seite als Pleurapunktion. Der Bochumer Neutestamentler Thomas Söding beurteilte den Versuch als „Nonsens“ sowie als „luftige Konstruktion, die keiner wissenschaftlichen Prüfung standhält“. Freundlicher urteilte der Göttinger evangelische Kirchenhistoriker Peter Gemeinhardt, es erscheine „allzu forsch“, dass Fried „als erklärter Nichtfachmann die bis dato akzeptierte Erforschung der christlichen Theologiegeschichte eines halben Jahrtausends vom Kopf auf die Füße stellen“ wolle. Der Kulturjournalist Robert Braunmüller hielt Frieds These und Methodik für eine pseudowissenschaftliche Spekulation. Fried selbst gibt zu, bei seiner Argumentation handele es sich um ein rein hypothetisches „Indizienensemble“. Er stellt sein Buch in die Nähe von fiktionaler Literatur: „Ich habe erwogen, aus dem Stoff einen Kriminalroman zu verfassen.“ Später stellte er klar, dass nur der zweite Teil des Buches, ab dem verlassenen Grab, auf Indizien beruhe. Den ersten Teil hält Fried „nicht für hypothetisch, sondern [für] eine korrekte und überzeugende und sachlich gar nicht zu widerlegende Auslegung des Johannesevangeliums.“ In seinem 2021 erschienenen Buch Jesus oder Paulus: Der Ursprung des Christentums im Konflikt bietet Fried laut Vorwort „beiläufig Ergänzungen und Präzisierungen“ zu Kein Tod auf Golgatha und geht vor allem den Konsequenzen für die Entwicklung des Christentums und die Entstehung der Kirche nach. Der Bielefelder Althistoriker Uwe Walter hob den persönlichen Charakter des Buches hervor und entdeckte in den Verweisen Frieds auf das Thomasevangelium eine gnostische Agenda, „eine verlorene Aufklärung in ihrer prometheischen, gar faustischen Variante“.

## Ehrungen und Mitgliedschaften
Für seine Forschungen wurden Fried zahlreiche wissenschaftliche Ehrungen und Mitgliedschaften zugesprochen. Fried lehnte Rufe an die Universität Konstanz, an die Universität Heidelberg sowie die Position des Direktors des Deutschen Historischen Instituts in Rom ab. Fried war Stipendiat des Historischen Kollegs in München (1990/1991). Außerdem ist Fried Mitglied der Zentraldirektion der Monumenta Germaniae Historica (1989), Mitglied des Konstanzer Arbeitskreises für mittelalterliche Geschichte (1983), Mitglied der Frankfurter Historischen Kommission, Mitglied der Kommission zur Erforschung der Geschichte der Frankfurter Juden (1993), Visiting Fellow am Institute for Advanced Study in Princeton (1995/1996), korrespondierendes Mitglied der Österreichischen Akademie der Wissenschaften in Wien (1997), korrespondierendes Mitglied der Akademie der Wissenschaften zu Göttingen (1997), ordentliches Mitglied der Akademie der Wissenschaften und der Literatur Mainz (1997), Mitglied der Historischen Kommission bei der Bayerischen Akademie der Wissenschaften (1986), korrespondierendes Mitglied des „Centrum medievistických studií“ der Akademie der Wissenschaften der Tschechischen Republik (2001), Mitglied des Wissenschaftlichen Beirates der Historischen Zeitschrift (1990) und Ehrenmitglied der Ungarischen Akademie der Wissenschaften in Budapest.
Er war von 1996 bis 2000 Vorsitzender des Verbandes der Historiker und Historikerinnen Deutschlands und von 2001 bis 2013 war er Vorsitzender der Deutschen Kommission für die Bearbeitung der Regesta Imperii bei der Akademie der Wissenschaften und der Literatur in Mainz; von 1998 bis 2005 zudem Vorsitzender des Trägervereins des Deutschen Studienzentrums in Venedig. Fried ist seit 1990 Mitherausgeber der Historischen Zeitschrift, der wohl bedeutendsten historischen Fachzeitschrift im deutschsprachigen Raum. Er war auch von 1994 mit Rudolf Schieffer bis zum Erscheinen des Heftes 68/2 (2012) langjähriger Herausgeber des Deutschen Archivs für Erforschung des Mittelalters, einer der angesehensten mediävistischen Fachzeitschriften. 1995 erhielt er den Preis des Historischen Kollegs (Deutscher Historikerpreis). 2006 wurde er mit dem Sigmund-Freud-Preis für wissenschaftliche Prosa durch die Deutsche Akademie für Sprache und Dichtung ausgezeichnet. Anfang 2009 wurde Fried die Ehrendoktorwürde der Philosophischen Fakultät an der Rheinisch-Westfälischen Technischen Hochschule Aachen (RWTH) verliehen. Im Dezember 2012 fand ein Kolloquium zu Ehren von Johannes Fried statt. Die Beiträge wurden 2017 in einem Sammelband veröffentlicht. Im Mai 2015 erhielt er die Carl-Friedrich-Gauß-Medaille für seine „wegweisenden Arbeiten zur Umformung menschlicher Gedächtnisleistungen und ihres Niederschlags in historischen Quellen“.

## Schriften (Auswahl)
Monographien
- Die Entstehung des Juristenstandes im 12. Jahrhundert. Zur sozialen und politischen Bedeutung gelehrter Juristen in Bologna und Modena (= Forschungen zur neueren Privatrechtsgeschichte. Bd. 21). Böhlau, Köln u. a. 1974, ISBN 3-412-85373-9 (Teilweise zugleich: Heidelberg, Universität, Dissertation, 1970).
- Der päpstliche Schutz für Laienfürsten. Die politische Geschichte des päpstlichen Schutzprivilegs für Laien (11.–13. Jahrhundert) (= Abhandlungen der Heidelberger Akademie der Wissenschaften. Philosophisch-Historische Klasse, Jg. 1980, Abh. 1). Winter, Heidelberg 1980 (Zugleich: Heidelberg, Universität, Habilitations-Schrift, 1977).
- Otto III. und Boleslaw Chrobry. Das Widmungsbild des Aachener Evangeliars, der „Akt von Gnesen“ und das frühe polnische und ungarische Königtum. Eine Bildanalyse und ihre historischen Folgen (= Frankfurter Historische Abhandlungen. Bd. 30). Steiner, Stuttgart 1989; 2. durchgesehene und erweiterte Auflage. Stuttgart 2001.
- Die Formierung Europas 840–1046 (= Oldenbourg Grundriss der Geschichte. Bd. 6). Oldenbourg, München 1991, ISBN 3-486-49703-0; 3., überarbeitete Auflage. München 2008.
- Kunst und Kommerz. Über das Zusammenwirken von Wissenschaft und Wirtschaft im Mittelalter vornehmlich am Beispiel der Kaufleute und Handelsmessen (= Schriften des Historischen Kollegs. Vorträge. Bd. 32). München 1992 (Digitalisat).
- Der Weg in die Geschichte. Die Ursprünge Deutschlands bis 1024 (= Propyläen Geschichte Deutschlands. Bd. 1). Propyläen, Berlin 1994, ISBN 3-549-05811-X.
- Kaiser Friedrich II. als Jäger oder ein zweites Falkenbuch Kaiser Friedrichs II.? (= Nachrichten der Akademie der Wissenschaften zu Göttingen. Philologisch-Historische Klasse, Jg. 1996, Nr. 4). Vandenhoeck & Ruprecht, Göttingen 1996.
- Aufstieg aus dem Untergang. Apokalyptisches Denken und die Entstehung der modernen Naturwissenschaft im Mittelalter. Beck, München 2001, ISBN 3-406-48209-0.
- Die Aktualität des Mittelalters. Gegen die Überheblichkeit unserer Wissensgesellschaft. Thorbecke, Stuttgart 2002, ISBN 3-7995-8301-7.
- Geschichte und Gehirn. Irritationen der Geschichtswissenschaft durch Gedächtniskritik (= Abhandlungen der Geistes- und Sozialwissenschaftlichen Klasse, Akademie der Wissenschaften und der Literatur. Jg. 2003, Nr. 7). Steiner, Stuttgart 2003, ISBN 3-515-08434-7.
- Der Schleier der Erinnerung. Grundzüge einer historischen Memorik. Beck, München 2004, ISBN 3-406-52211-4.
- Zu Gast im Mittelalter. Beck, München 2007, ISBN 978-3-406-56215-0.
- Das Mittelalter. Geschichte und Kultur. 4. Auflage. Beck, München 2009, ISBN 978-3-406-57829-8.
- Canossa. Entlarvung einer Legende. Eine Streitschrift. Akademie-Verlag, Berlin 2012, ISBN 3-05-005683-5.
- Karl der Große. Gewalt und Glaube. Eine Biographie. Beck, München 2013, ISBN 978-3-406-65289-9; 5. Auflage. München 2016, ISBN 978-3-406-65289-9.
- Dies irae. Eine Geschichte des Weltuntergangs. Beck, München 2016, ISBN 978-3-406-68985-7.
- Kein Tod auf Golgatha. Auf der Suche nach dem überlebenden Jesus. Beck, München 2019, ISBN 978-3-406-73141-9.
- Jesus oder Paulus. Der Ursprung des Christentums im Konflikt. Beck, München 2021, ISBN 978-3-406-76406-6.

Herausgeberschaften
- Schulen und Studium im sozialen Wandel des hohen und späten Mittelalters (= Vorträge und Forschungen. Bd. 30). Thorbecke, Sigmaringen 1986, ISBN 3-7995-6630-9 (Digitalisat).
- Dialektik und Rhetorik im früheren und hohen Mittelalter. Rezeption, Überlieferung und gesellschaftliche Wirkung antiker Gelehrsamkeit vornehmlich im 9. und 12. Jahrhundert (= Schriften des Historischen Kollegs. Kolloquien. Bd. 27). Oldenbourg, München 1997, ISBN 3-486-56028-X (Digitalisat).
- mit Otto Gerhard Oexle: Heinrich der Löwe. Herrschaft und Repräsentation (= Vorträge und Forschungen. Bd. 57). Thorbecke, Ostfildern 2003, ISBN 3-7995-6657-0 (Digitalisat).
- mit Johannes Süßmann: Revolutionen des Wissens. Von der Steinzeit bis zur Moderne. Beck, München 2001, ISBN 3-406-47576-0.
- mit Olaf B. Rader: Die Welt des Mittelalters. Erinnerungsorte eines Jahrtausends. Beck, München 2011, ISBN 3-406-62214-3.
- mit Moritz Epple, Raphael Gross und Janus Gudian: „Politisierung der Wissenschaft“. Jüdische Wissenschaftler und ihre Gegner an der Universität Frankfurt am Main vor und nach 1933 (= Schriftenreihe des Frankfurter Universitätsarchivs. Bd. 5). Wallstein, Göttingen 2016, ISBN 978-3-8353-1438-2.